# Metabiantes insulanus
Metabiantes insulanus – gatunek kosarza z podrzędu Laniatores i rodziny Biantidae.

## Występowanie
Gatunek endemiczny dla Wyspy Książęcej, na Zatoce Gwinejskiej.